# Бяльзацька Марина Миколаївна
Марина Миколаївна Бяльзацька (біл. Марына Мікалаеўна Бяльзацкая; 4 грудня 1913, Москва — 29 листопада 2004) — білоруська артистка балету, балетмейстер. Народна артистка Білоруської РСР (1977), Заслужений діяч культури Білоруської РСР (1968).
У 1958 році створила, та до 1996 року була керівником і хореографом аматорського колективу Білорусі ансамблю танцю «Ровесник» Республіканського Палацу культури профспілок.